# Amos Smith
Pour les articles homonymes, voir Smith.
Amos B. Smith III, né à Lewisburg le 26 août 1944 et mort le 2 février 2025, est un chimiste américain.

## Biographie
Il est surtout connu pour ses recherches sur la synthèse totale de produits naturels complexes, ainsi que sur la chimie des phéromones de mammifères et la communication chimique.
Il travaille actuellement au Monell Chemical Senses Center et est titulaire de la chaire de chimie Rhodes-Thompson au département de chimie de l'Université de Pennsylvanie.
Amos B. Smith III est membre de l'Académie Américaine des Arts et des Sciences et membre du Conseil Scientifique de l'ESPCI ParisTech.
En 2015, il reçoit le prix Perkin de chimie organique de la Royal Society of Chemistry « pour ses contributions exceptionnelles et continues au développement de nouvelles réactions organiques, à la synthèse totale de produits naturels complexes et aux nouvelles petites molécules pour la chimie médicinale ».